# Henry Radclyffe (4e comte de Sussex)
Henry Radclyffe, 4e comte de Sussex, (vers 1530 - 14 décembre 1593) est un pair anglais.

## Biographie
Il est né en Angleterre de Henry Radclyffe (2e comte de Sussex), et d'Elizabeth Howard. Il est fait chevalier par Henry FitzAlan (12e comte d'Arundel), le 2 octobre 1553, et élu au parlement en tant que député de Maldon en 1555 et de Chichester en 1559.
En 1556, il se rend en Irlande, pour soutenir son frère aîné Thomas Radclyffe (3e comte de Sussex). Là, il est nommé conseiller privé en 1557 et commande une bande de cavaliers. En 1558, il devient lieutenant du fort de Maryborough et y est assiégé par les Irlandais sous Donogh O'Conor. Il siège à la Chambre des communes irlandaise en tant que député de Carlingford en 1559, et deux ans plus tard, il est nommé lieutenant de Leix et Offaly. Il réussit à garder le secteur calme, mais en 1564, lorsque des commissaires sont envoyés d'Angleterre pour faire rapport sur l'état du gouvernement irlandais, des accusations de corruption dans le traitement des fonds affectés au paiement des soldats sont portées contre Radclyffe. Il est condamné à rembourser immédiatement 8 000 £ et, sur son refus, est envoyé en prison (janvier 1565). Sa libération est ordonnée par le gouvernement et il quitte définitivement l'Irlande peu de temps après. En 1577, il obtient quelques propriété là-bas, dans le comté de Kilkenny et le comté de Wexford.
En Angleterre, il est nommé connétable à vie du Château de Portchester, et lieutenant de la forêt de Southbere (14 juin 1560). En 1571, lorsqu'il est élu député du Hampshire, il reçoit le poste de directeur et capitaine de la ville, du château et de l'île de Portsmouth, jusqu'à sa mort. En 1572, il est élu député de Portsmouth. Il succède à son frère en tant que comte de Sussex le 9 juin 1583, trouvant la succession grevée d'une dette envers la couronne . Pendant la décennie suivante, jusqu'à sa mort, il est le patron des "hommes du comte de Sussex", qui jouent plusieurs des premières pièces de Shakespeare à The Rose (théâtre) sous Philip Henslowe, dont Titus Andronicus et Richard III.
En août 1586, il recherche une prétendue conspiration catholique à Portsmouth et surveille des navires suspects au large de la côte. Au cours de 1588, il est actif dans l'approvisionnement des magasins et de la poudre à canon pour les navires commandés pour résister à l'Armada espagnole. Pour ses services, il est fait chevalier de la Jarretière le 22 avril 1589 .
Il meurt le 14 décembre 1593 et est enterré à Boreham, Essex, aux côtés de son frère et de sa femme.

## Famille
Le 6 février 1549, il épouse Honora Pound, fille d'Anthony Pound(e), de Drayton, Farlington, Hampshire. Henry et Honora ont deux enfants : un fils Robert Radclyffe (5e comte de Sussex) (12 juin 1573 - 22 septembre 1629), marié pour la première fois à Bridget Morrison, de son second mariage à Frances Shute Meautys, une fille Jane Radcliffe.